# Metazygia ituari
Metazygia ituari är en spindelart som beskrevs av Levi 1995. Metazygia ituari ingår i släktet Metazygia och familjen hjulspindlar. Inga underarter finns listade i Catalogue of Life.